# Atractus manizalesensis
Espèce
Atractus manizalesensis est une espèce de serpents de la famille des Dipsadidae.

## Répartition
Cette espèce est endémique du département de Caldas en Colombie.

## Étymologie
Son nom d'espèce, composé de manizales et du suffixe latin -ensis, « qui vit dans, qui habite », lui a été donné en référence au lieu de sa découverte, la ville de Manizales, actuellement Villamaría.

## Publication originale
- Prado, "1939" 1940 : Notas ofiologicas. 4. Cinco especies novas de serpentes colombianas do genero Atractus Wagler. Memorias do Instituto Butantan, vol. 13, p. 15-24.